# Loewia aragvicola
Loewia aragvicola är en tvåvingeart som beskrevs av Richter 1972. Loewia aragvicola ingår i släktet Loewia och familjen parasitflugor. Inga underarter finns listade i Catalogue of Life.